# La Calle de las novias
La Calle de las novias est une telenovela mexicaine, créée par Alberto Barrera et diffusée à partir en 2000 sur TV Azteca.

## Synopsis
La Calle de las novias (Rue des fiancés - ou des mariés) est une rue typique de la ville de Mexico, très connue car on y trouve de nombreuses boutiques de mariages. Autour de cette rue se développe un quartier dynamique, une communauté solidaire. Une histoire d'amour vient bousculer la tranquillité de la calle de las novias. Eduardo Sanchez est laissé pour mort, un soir dans la rue. Romàn Mendoza se déclare coupable de la mort du père de famille. Depuis cette tragédie, les familles Mendoza et  Sanchez se livrent une guerre acharnée. Sept ans plus tard une histoire d'amour vient à la fois envenimer et adoucir la guerre entre les deux familles. Deux enfants des familles Mendoza et Sanchez, à l'instar de Roméo et Juliette, vont tomber amoureux, au désarroi des parents. Autour de ces deux personnages, Aura et Romàn, plusieurs couples se forment, se déchirent et inculquent aux téléspectateurs des valeurs de l'amitié, de l'amour et celles de la vie.

## Distribution
- Omar Fierro : Manuel Ortega
- Julieta Egurrola : Diana de Mendoza
- Silvia Navarro : Aura Sánchez
- Arcelia Ramírez : Emilia Mendoza
- Juan Manuel Bernal : Román Mendoza
- Sergio Basáñez : Enrique
- Sergio de Bustamante : Luis Cardozo
- Guillermo Gil : Père Tomás
- Margarita Sanz : Ernestina de Sánchez
- Fabiola Campomanes : María Sánchez
- Víctor Huggo Martin : Gabriel Sánchez
- Bruno Bichir : Sergio
- Lola Merino : Lisette
- Josafat Luna : Cuco Morales
- Laura Padilla : Matilde
- Edith Kleiman : Marcela
- Toño Valdéz
- Tania Arredondo : Monica

### Sources
- (en) Cet article est partiellement ou en totalité issu de l’article de Wikipédia en anglais intitulé « La calle de las novias » (voir la liste des auteurs).

- (es) Cet article est partiellement ou en totalité issu de l’article de Wikipédia en espagnol intitulé « La calle de las novias » (voir la liste des auteurs).